# Le Projet Bonheur intérieur brut
Vous venez d’apposer le modèle de débat d'admissibilité.
Avant toute chose, veuillez créer la page de débat correspondante en cliquant ici.
- Une fois la page de vote initialisée, rafraîchissez cette page, et le bandeau prendra son aspect définitif.
- Si votre débat d'admissibilité est groupé (le motif et l’argumentation doivent être les mêmes), modifiez cette page pour ajouter au modèle le paramètre « cat » suivi du nom de la page de discussion de l’article pour lequel la page de débat existe déjà (ex. : cat=Discussion:Nom_de_l'autre_article). Ensuite, suivez les nouvelles instructions qui apparaissent.
- Vous pouvez également utiliser le paramètre « type » pour faciliter l’accès aux critères d’admissibilité. Exemple : {{suppression|type=mot-clé}}. Liste des mots-clés existants : fiction, musique, art visuel, fanzine, jeu de société, porno, sportif, association, enseignement, société, site web, route, nombre, (Liste complète ici).

| 1. | Créez la page de débat d'admissibilité.                                                                      | Sauvegardez d’abord la page pour l’initialiser puis indiquez votre motivation.                          |
| 2. | Important : ajoutez une entrée dans la section Débat d'admissibilité du jour.                                | Utilisez ce texte : *{{L\|Le Projet Bonheur intérieur brut}}                                            |
| 3. | Pensez à informer les contributeurs principaux de la page et les projets associés lorsque cela est possible. | Utilisez ce texte : {{subst:Avertissement débat d'admissibilité\|Le Projet Bonheur intérieur brut}}~~~~ |

 (février 2024).
La mise en forme du texte ne suit pas les recommandations de Wikipédia : il faut le « wikifier ».
Les points d'amélioration suivants sont les cas les plus fréquents. Le détail des points à revoir est peut-être précisé sur la page de discussion.
- Les titres sont pré-formatés par le logiciel. Ils ne sont ni en capitales, ni en gras.
- Le texte ne doit pas être écrit en capitales (les noms de famille non plus), ni en gras, ni en italique, ni en « petit »…
- Le gras n'est utilisé que pour surligner le titre de l'article dans l'introduction, une seule fois.
- L'italique est rarement utilisé : mots en langue étrangère, titres d'œuvres, noms de bateaux, etc.
- Les citations ne sont pas en italique mais en corps de texte normal. Elles sont entourées par des guillemets français : « et ».
- Les listes à puces sont à éviter, des paragraphes rédigés étant largement préférés. Les tableaux sont à réserver à la présentation de données structurées (résultats, etc.).
- Les appels de note de bas de page (petits chiffres en exposant, introduits par l'outil «  Source ») sont à placer entre la fin de phrase et le point final[comme ça].
- Les liens internes (vers d'autres articles de Wikipédia) sont à choisir avec parcimonie. Créez des liens vers des articles approfondissant le sujet. Les termes génériques sans rapport avec le sujet sont à éviter, ainsi que les répétitions de liens vers un même terme.
- Les liens externes sont à placer uniquement dans une section « Liens externes », à la fin de l'article. Ces liens sont à choisir avec parcimonie suivant les règles définies. Si un lien sert de source à l'article, son insertion dans le texte est à faire par les notes de bas de page.
- La présentation des références doit suivre les conventions bibliographiques. Il est recommandé d'utiliser les modèles {{Ouvrage}}, {{Chapitre}}, {{Article}}, {{Lien web}} et/ou {{Bibliographie}}. Le mode d'édition visuel peut mettre en forme automatiquement les références.
- Insérer une infobox (cadre d'informations à droite) n'est pas obligatoire pour parachever la mise en page.

Pour une aide détaillée, merci de consulter Aide:Wikification.
Si vous pensez que ces points ont été résolus, vous pouvez retirer ce bandeau et améliorer la mise en forme d'un autre article.
Ne doit pas être confondu avec Bonheur national brut.
Le Projet Bonheur intérieur brut est une émission de télévision documentaire québécoise en dix épisodes de 48 minutes, créée par Hugo Latulippe, produite par Tapis Rouge Films, diffusée depuis le 30 janvier 2024 sur TV5 et disponible sur le site de TV5 Unis.

## Synopsis
Cette série d’auteur représente une quête philosophique et pratique sur le bonheur collectif. Inspiré par le Bhoutan et confronté au paradoxe d'Easterlin, le réalisateur Hugo Latulippe aspire à identifier ce qui pourrait engendrer une communauté humaine caractérisée par le bonheur. La série rassemble les trouvailles qu'il a faites au fil de ses rencontres avec des communautés réparties sur toute la planète.
Pour enquêter sur ce qui nous rend heureux en tant qu’humains, ce cinéaste va à la rencontre de personnes variées, dont la Première ministre d'Islande, le fondateur du mouvement Slow Food (Carlo Petrini), une équipe féminine de football au Brésil et la moniale coréenne et chef reconnue Jeong Kwan. Il consulte aussi des philosophes comme Frédéric Lenoir, des scientifiques tel que le neurologue Steven Laureys et des artistes comme Olodum.
Cette quête inspire l'idée que le sentiment de communauté est un ingrédient du bonheur à ne pas négliger.

## Fiche technique
- Réalisation, scénarisation, animation et recherche : Hugo Latulippe
- Production : Evelyne Lafleur Guy
- Direction photo : Olivier Cheneval
- Coordination de production : Karine Lamontagne, Priscilla Winling
- Cheffe de la recherche : Nancy Marcotte
- Prise de son : Sylvain Vary
- Assemblage images : Natacha Dufaux
- Montage image : Benoît Ouellet
- Conception sonore et postproduction : Jonathan et Jean Laurence Seaborn
- Composition de la musique : Josué Beaucage

## Production
TV5 prend d'abord contact avec Hugo Latulippe pour lui proposer un projet sur le bonheur. Le réalisateur refuse initialement la proposition, mais plus tard, en pèlerinage au Japon, il a l'idée d'un angle intéressant pour traiter le sujet : le bonheur collectif. Il teste aussi plusieurs méthodes individuelles, comme la méditation. L’approche n’est pas celle d’un animateur, mais plutôt celle d’un personnage au centre d’une histoire. Il incarne son propre rôle, celui d'un voyageur qui expérimente des pratiques et des manières de vivre autant qu’il explore les territoires de l’intelligence et de l’esprit. Sa quête personnelle cherche à s'ouvrir sur l’universel.
Le projet se développe autour de la remise en question de l’argent comme source du bonheur. La plupart des États du monde, dont la très connue Déclaration d'indépendance des États-Unis, ont inscrit l’idée d’assurer le bonheur de la population dans leurs fondements. Pendant plusieurs générations, le produit intérieur brut a été vu comme la clé du bonheur des citoyens. On tenait pour acquis qu’une économie florissante et toujours croissante permettrait une large et une juste répartition du bonheur.  Mais les disparités économiques sont encore bien présentes et l'idéal d'une croissance toujours plus grande hypothèque désormais la vie humaine sur Terre. Les personnes présentées dans le documentaire Bonheur intérieur brut sont d'avis que la source du bonheur se trouve ailleurs que dans la richesse. Par ailleurs, les plus grandes économies mondiales ne se positionnent pas très bien dans le Rapport mondial sur le bonheur des Nations unies.
En 2008, le Bhoutan a innové en intégrant le BIB à sa nouvelle constitution nationale, qui comprend : une vision à long terme de la croissance, la préservation des ressources nécessaires aux générations futures, une dimension spirituelle à nos vies, la bonne gouvernance, la culture, la santé, la qualité de la vie communautaire et l’accès universel à l’éducation, entre autres. Les Bhoutanais ont ainsi développé une conception de la « richesse » plus complexe que celle induite par la mesure du PIB. La série documentaire ne s’intéresse pas au modèle bhoutanais autant qu’à son postulat, qui a inspiré cinq sommets des Nations unies, suscité la création d’une batterie d’indices de mesure alternatifs comme l’IDH (Indice de développement humain), l’IPV (Indice de progrès véritable), le coefficient de GINI et le well-being budget du gouvernement de la première ministre néo-zélandaise Jacinda Ardern en 2019.
La production de Bonheur intérieur brut a lieu dans le Bas-Saint-Laurent, au Québec (Canada) avec Tapis Rouge Films. On voit notamment des paysages du parc côtier Kiskotuk et de l’estuaire du Saint-Laurent dans la série. Pour préserver l'environnement, la production prévoit un reboisement social dans le Bas-Saint-Laurent qui compensera ses émissions carbone.
Sur ses réseaux sociaux, la production a aussi entamé le déploiement de plus d’une quarantaine de vidéos à titre de contenu complémentaire à la série, en bonne partie inédit.

## Épisodes
Les épisodes sont organisés autour de différentes variables tirées du Rapport mondial sur le bonheur. Par exemple, Hugo Latulippe rencontre le groupe de percussionnistes afro-brésilien Olodum qui milite pour les droits des personnes marginalisées au Brésil et il explore le règne du vivant dans les montagnes Chic-Chocs de la Gaspésie avec le photographe animalier Éric Deschamps.
1. La musique
2. La richesse
3. La santé de l'esprit
4. La moisson
5. La forêt
6. Vivre ensemble
7. La santé du corps
8. L'éducation
9. La gouvernance
10. L'océan

La musique : Cet épisode explore la musique comme un antidote à nos vies chargées. Hugo Latulippe entre dans la vie de gens d’Espagne, du Brésil, de la Grèce et d’Orient complètement branchés sur leurs sens, leurs sentiments, comme une manière de faire société.
La richesse : Hugo Latulippe déniche des sociétés et des gens qui redéfinissent la notion de richesse : Orsted, une multinationale danoise de l’énergie éolienne et Mondragon au Pays basque, la plus grande coopérative de la planète.
La santé de l'esprit : Dans un monastère de Corée du Sud, en France avec Matthieu Ricard, dans le laboratoire du neurologue Steven Laureys ou sur les rives du Saint-Laurent, Hugo Latulippe s’intéresse à la méditation et à ces pratiques qui, dit-on, favorisent le bonheur comme l’équilibre du monde.
La moisson : Cet épisode explore l’agriculture et la gastronomie comme des liens entre nous et le règne vivant. À Paris, dans le Piémont italien, au Bas-Saint-Laurent et dans le Jura français, Hugo Latulippe part à la rencontre de communautés et de gens qui moissonnent et assemblent les fruits de la Terre pour fabriquer du sens.
La forêt : À l’heure où la consommation d’antidépresseurs et d’anxiolytiques atteint des sommets, de nombreuses voix s’élèvent pour dire que le recours aux forêts sera une clé importante de la suite du monde. Dans les forêts de la péninsule Coréenne, de Finlande et de Gaspésie, Hugo Latulippe fréquente des gens qui consacrent leur temps à guérir les maux de l’humanité.
Vivre ensemble : Et si le bonheur résidait dans notre capacité à nous unir aux autres, à tisser des liens? En tournée africaine avec le chœur le plus célèbre du monde, au sein d’une organisation réparatrice post-apartheid en Afrique du Sud, Hugo Latulippe fréquente ces ennemis d’hier qui surmontent vaillamment des décennies de haine.
La santé du corps : Ce sont les pays avec un PIB élevé qui détiennent les records de maladies coronariennes, de cancers et de diabète. Dans une favela de Rio de Janeiro, dans les forêts du Québec et à Salvador de Bahia au Brésil, Hugo Latulippe visite des gens et des communautés dont la santé physique témoigne d’un projet de société plus large.
L'éducation :  Sur une île de la côte ouest du Canada, à Copenhague ou dans les couloirs du parlement finlandais, Hugo Latulippe fréquente des gens fidèles à l’esprit des Grecs qui pensaient que le savoir libère.
La gouvernance : Les études du World Hapiness Report sont claires : plus il y a de femmes élues dans le parlement d’un pays, plus la population est heureuse. En Islande, en France, en Finlande et à Montréal, Hugo Latulippe rencontre des femmes engagées en politique qui contribuent à transformer nos sociétés en faisant du bien-être une priorité.
L'océan : En Californie avec des vétérans qui surfent dans l’océan pacifique comme remède aux maux de l’esprit, ou sur un navire scientifique au large des Açores, Hugo partage le quotidien de ces gens qui ont réactivé un lien intime avec la mer.